# 视觉假体
视觉假体（英文：visual prosthesis，或vision prosthesis）是一种植入式医用电子设备，其功能是在一定程度上恢复重度失明病人的视觉。

## 工作原理
视觉假体技术属于功能电刺激的一种。它利用大多数盲人往往只有视觉通路的一部分发生病变，而其余部分神经组织的结构和功能尚完好的特点，对视觉通路的完好部位施加特定的人工电刺激，来兴奋神经细胞，模拟自然光刺激的效果，使盲人产生视觉感受。
视觉假体系统包括一个位于病人体外的视频采集设备（通常为小型摄像机），视频处理模块，电刺激编码模块和植入到视觉通路特定部位的（参见分类）多电极阵列（Multielectrode array）。视觉假体的工作原理与人工耳蜗相似。由视频采集设备采集到的实时视频图像经过处理，转化为驱动多电极阵列的信号。多电极阵列对视觉神经组织施加一定幅度、波形和频率的电流刺激，兴奋视觉神经元，从而使病人产生视觉感受。
单个电极的定点电刺激所产生的视觉感受叫做光幻视（Phosphene）。据病人描述，光幻视是点状或其他简单形状的小光斑，亮度、颜色、大小等由于电刺激参数等因素的影响而变化。所以视觉假体所产生的视觉感受是由一系列类孤立的光点所组成的像素化的图像。

## 分类
视觉假体按照植入部位的不同，大致可以分为视网膜植入物（retinal implant），视神经植入物（optic nerve implant），和视皮层植入物（visual cortical implant）。其中视网膜植入物又可以分为视网膜上植入物（epi-retinal implant），和视网膜下植入物（sub-retinal implant）。前者的植入部位在视网膜神经节细胞层与玻璃体之间，后者的植入部位在视网膜色素上皮层与光感受细胞层之间。

## 主要适用病症
- 视网膜色素变性（Retinitis pigmentosa）
- 老年性黄斑病变（Age-related macular degeneration）

等其它一些眼球、视网膜、视神经和视觉皮层病变与损伤，以及先天性失明。

## 研究与开发的现状
虽然已经有一些组织（例如葡萄牙的Dobelle研究所）声称成功研制出了具有临床价值的视觉假体，但是总体来说，视觉假体仍然处在研究和开发的初级阶段。目前的研究工作从多电极阵列的改进、电极与神经组织的相互作用、视觉假体的动物模型和动物实验、视觉假体的心理物理学、相关的视频与图像处理等方面展开。
目前全世界范围内已经接受植入的病人较之佩戴人工耳蜗的病人要少得多，最近美国食品药品监督局（FDA）批准阿格斯视网膜假体临床应用。

## 参看
- 阿格斯视网膜假体
- 视觉通路
- 功能电刺激
- 視網膜
- 視神經
- 视皮层
- 人工耳蜗
- 義眼